# Charles Wallace
 (septembre 2014).
Si vous disposez d'ouvrages ou d'articles de référence ou si vous connaissez des sites web de qualité traitant du thème abordé ici, merci de compléter l'article en donnant les références utiles à sa vérifiabilité et en les liant à la section « Notes et références ».
Charles Wallace Midgley, né le 20 janvier 1885 en Angleterre et mort le 13 décembre 1942 à Barcelone (Catalogne, Espagne), est un footballeur anglais des années 1900 et 1910.

## Biographie
Son frère cadet Percival Wallace est également footballeur. Charles Wallace joue au FC Internacional la saison 1905-1906 et au FC Català la suivante.
En 1907, il est recruté par le FC Barcelone. Avec Barcelone, il effectue la majeure partie de sa carrière et devient capitaine de l'équipe. Les deux frères Wallace inscrivent les trois buts en finale qui donnent au Barça sa première Coupe d'Espagne en 1910 face à l'Español de Madrid.
En 1911, certains joueurs du Barça quittent le club en raison de divergences économiques. Charles Wallace est recruté par l'Espanyol de Barcelone avec son frère. Ils jouent ensuite au Casual SC, avec d'autres dissidents du Barça comme José Quirante et Carlos Comamala. En 1913, Casual disparaît et les frères Wallace retournent au FC Barcelone.
Avec Barcelone, Charles Wallace joue en tout 102 matchs et marque 105 buts.
Il met un terme à sa carrière de joueur en 1915.

## Palmarès
Avec le FC Barcelone :
- Vainqueur de la Coupe d'Espagne en 1910
- Champion de Catalogne en 1909, 1910 et 1911
- Vainqueur de la Coupe des Pyrénées en 1910 et 1911

Avec l'Espanyol :
- Champion de Catalogne en 1912